# Expo 85
Expo '85, chamada oficialmente The International Exposition, Tsukuba, Japan, 1985 (国際科学技術博覧会, Kokusai Kagaku Gijutsu Hakurankai, "Exposição Internacional de Ciência e Tecnologia"), foi uma feira mundial que aconteceu em Tsukuba, no Japão entre 17 de março e 16 de setembro de 1985. O tema foi "Habitação e seus arredores - ciência e tecnologia para o homem em casa". Houve mais de 20 milhões de visitantes e 111 países participaram.

## Galeria

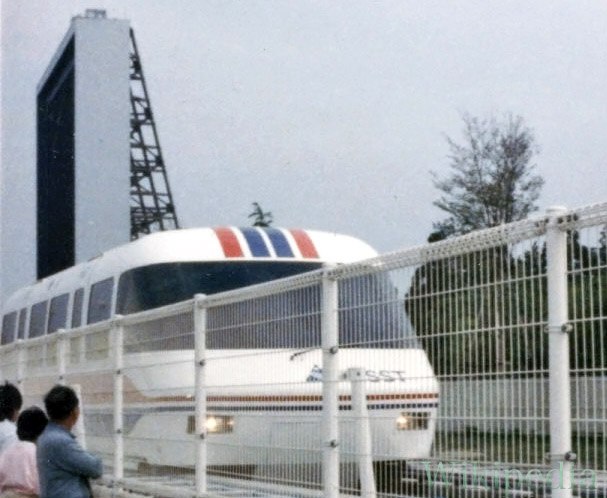
trem maglev
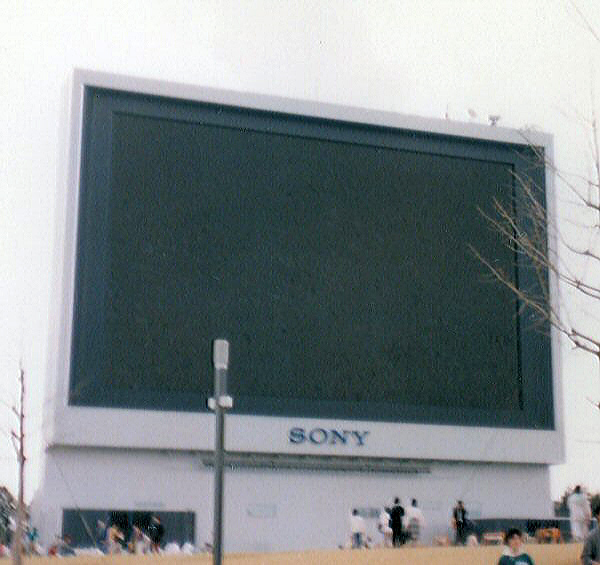
Sony Jumbotron
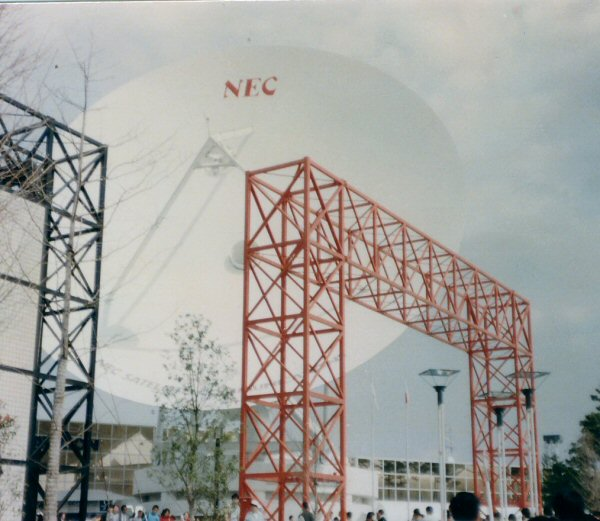
Pavilhão NEC
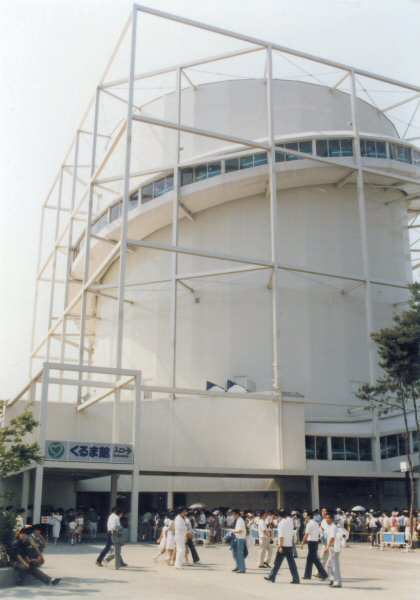
Pavilhão automotivo da JAMA (Japan Automobile Manufacturers Association)
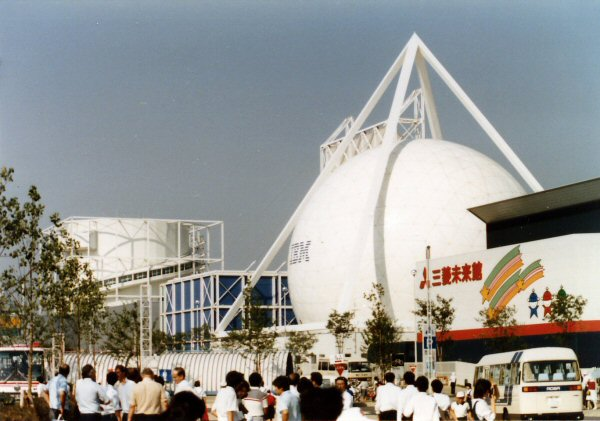
Pavilhão da IBM japonesa
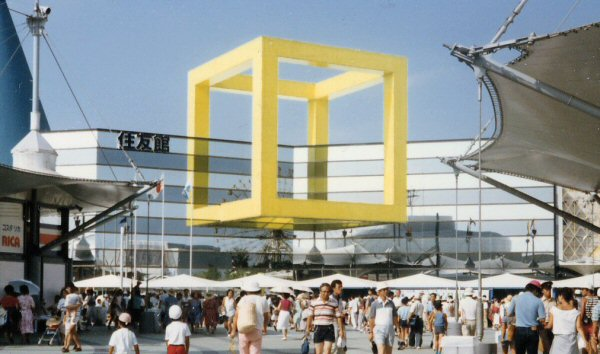
Grupo Sumitomo
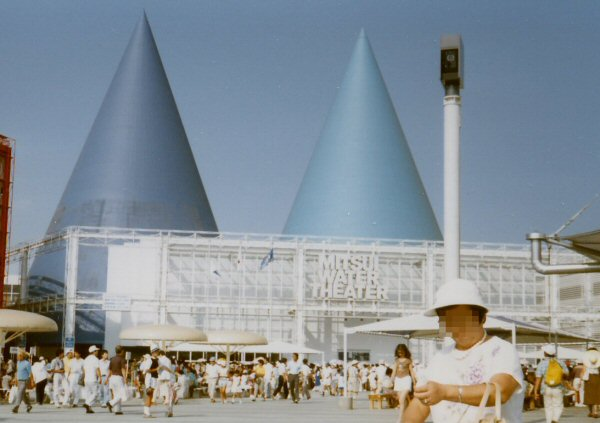
Pavilhão Mitsui
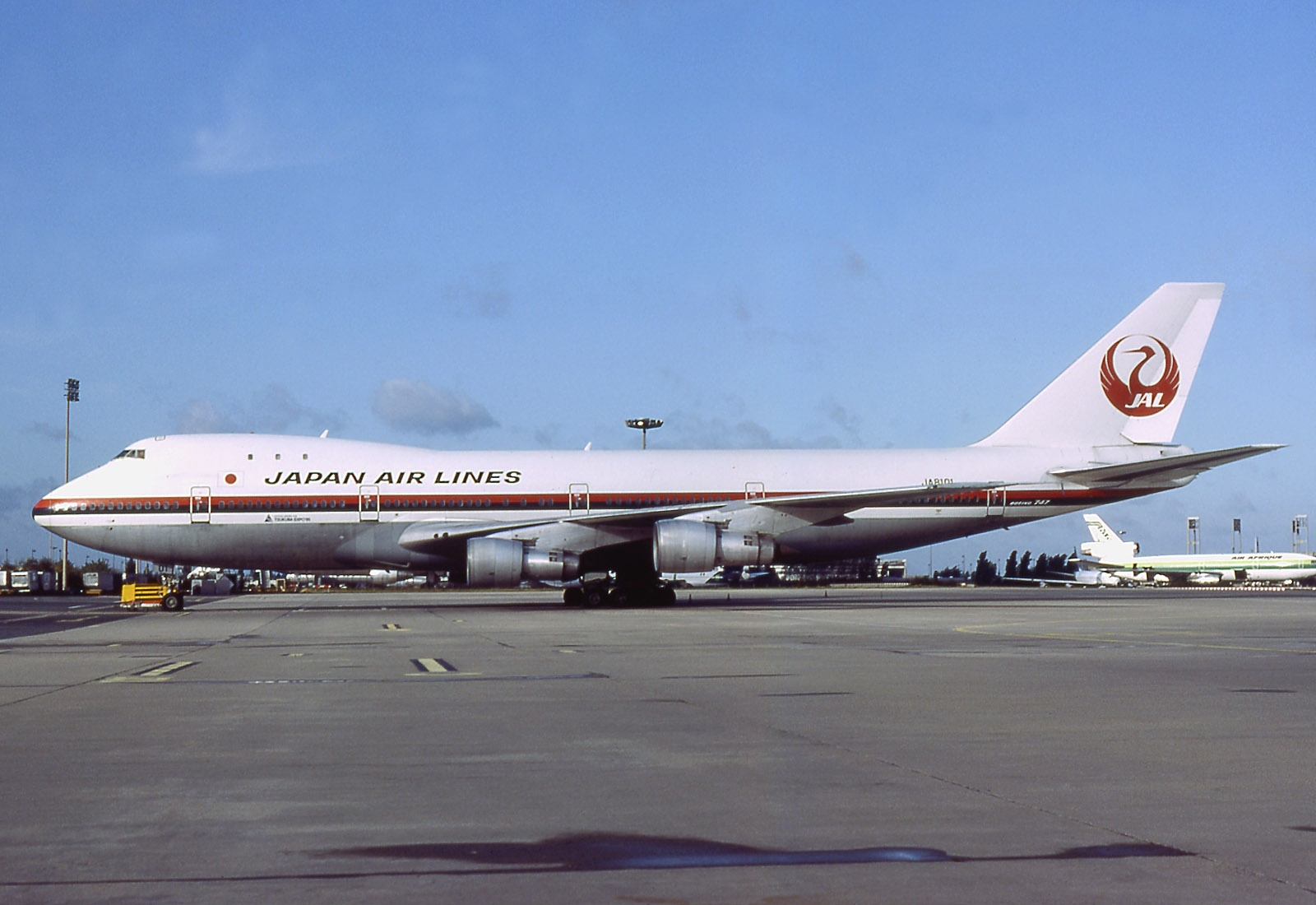
Boeing 747 com adesivo da Expo 85

## Leitura recomendada
- Narita, Tatsushi. 'Tsukuba 1985.' In Encyclopedia of World's Fairs and Expositions, ed. John E. Findling and Kimberly D. Pelle. Jefferson, NC and London:McFarland, 2008. pp. 364–367.
- «Expo '85 At Tsukuba». Popular Mechanics: 102-105. Maio de 1985

## Ligações Externas
- ICAM Cell Universe
- Sitio oficial do Gabinete Internacional de Exposições (BIE) (em francês)
- ExpoMuseum
- Fotos aéreas
- Exposição Internacional